# نهائي كأس فرنسا 1927
نهائي كأس فرنسا 1927 هي المباراة النهائية من منافسة كأس فرنسا 1926–27 ‏، أقيمت المباراة في 8 مايو 1927، في ملعب أولمبيك دي كولومب، بين فريقي أولمبيك مارسيليا، ونادي كويفيلي، وفاز فيها أولمبيك مارسيليا، بعد أن هزم نادي كويفيلي، بنتيجة 3 - 0، وكان حكم المباراة Paul Quittemel ‏، وحضر المباراة 23800 شخصاً.

## تفاصيل المباراة
لعبت المباراة النهائية في 8 مايو 1927.
| أولمبيك مارسيليا                                                 | 3 -0 | نادي كويفيلي |
| ---------------------------------------------------------------- | ---- | ------------ |
| ريمون دوراند ‏ 34 ' · Maurice Gallay ‏ 36 ' · Jules Dewaquez ‏ 89 ' |      |              |